# 王重 (景泰進士)
王重（1426年—？），字式鈞，江西吉安府安福縣人，民籍，明朝政治人物。同進士出身。

## 生平
江西鄉試第三十九名。景泰五年（1454年）甲戌科會試第一百三名，殿試登進士第三甲第五十九名。

## 家族
曾祖王所冲。祖父王次學。父王瀘滔。